# Sebastiano Fogliato
Sebastiano Fogliato (Torino, 28 settembre 1967) è un politico italiano.

## Biografia

### Elezione a deputato
Alle elezioni politiche del 2008 viene eletto deputato della XVI legislatura della Repubblica Italiana nella circoscrizione Piemonte 2 per la Lega Nord.
Ricandidato al Senato nel 2013 con la Lega Nord in Piemonte, non viene rieletto.